# Обикновена драка
Обикновената драка (Paliurus spina-christi) е храст от семейство Зърнастецови (Зърникови), Rhamnaceae висок до 3 m, използван в народната медицина като лечебно растение. Клонките му имат бодли, представляващи видоизменени прилистници. Листата са с дължина до 4 cm и имат дъговодно жилкуване. Растението има жълти цветове, събрани на групи в пазвите на листата. Плодът е костилка с кожести дъговидни крила с вълновидно нагъната периферия. Цъфти от юни до септември, плодовете узряват от юли до ноември, когато е и времето за събиране на плодовете. Те съдържат рамноглюкозиди, познати във фармацията като очистителни на дебелото черво. Използват се във вид на отвара. Българската народна медицина препоръчва драката за „пречистване на кръвта“, като пургативно средство при екземи, за лечение на високо кръвно налягане. В големи дози билката дразни силно храносмилателния канал и бъбреците. Обикновената драка се среща в равнините и по южни склонове в долния планински пояс.
- Цвят
- Листа и плодове
- Клонки със зрели плодове